# Кадыр-Гулям
Кадыр-Гулям (настоящее имя — Владислав Константинович Янушевский) (28 декабря 1866 [9 января 1867], Вильно — 6 января 1970, Москва) — российский и советский цирковой артист, акробат, атлет, организатор и руководитель группового номера акробатов-наездников на дрессированных верблюдах («Кадыр-Гулям»). Заслуженный артист РСФСР (1939).

## Биография
Начал карьеру в бродячем балагане. На цирковой арене с 1872 года. Мальчишкой он работал в труппе велофигуристов, выступал в пантомимах. В 1910 году выехал в Среднюю Азию, где выступал как атлет и цирковой борец.
Создал образ обаятельного, добродушного силача-атлета, силового акробата.
В 1913 году организовал номер акробатов-прыгунов с подкидной доской, позже — акробатов-наездников на верблюдах — один из своеобразнейших в советском и мировом цирке. В номере широко использовались игры, бытовые обряды и спортивные состязания, бытующие в Средней Азии.
Кадыр-Гулям был человеком выдающейся силы и ловкости. Он был хорошо знаком с техникой народной узбекской борьбы, а постоянная тренировка в цирке в качестве «унтермана» держала его в хорошей спортивной форме. Для него сущим пустяком был финальный трюк номера, когда все участники (восемь-девять человек) в высокой акробатической пирамиде влезали на Кадыр-Гуляма, и он, улыбаясь, делал с этим огромным весом пируэт на манеже и уносил всех за кулисы. Профессионалы знают, что держать большой вес, стоя на одном месте, можно, но ходить с ним — это уже выдающийся трюк. И тогда и теперь никому из «унтерманов» это больше не удавалось.
После смерти Кадыр-Гуляма группу возглавлял его ученик — заслуженный артист Узбекской ССР Ф. М. Полудяблик (1919—1994).
Похоронен на Пятницком кладбище.

## Примечания

Могила Кадыр-Гуляма на Пятницком кладбище Москвы